# Józef Wełniak
Józef Wełniak (ur. 12 marca 1907 w Pałuczynie, zm. 15 kwietnia 1969 w Gdańsku) – polski matematyk, nauczyciel i wychowawca młodzieży w Gimnazjum Polskim Macierzy Szkolnej w Wolnym Mieście Gdańsku i w gdańskich szkołach średnich od 1945 roku. Dyrektor Conradinum, wykładowca Państwowej Wyższej Szkoły Pedagogicznej w Gdańsku, członek Polskiego Towarzystwa Matematycznego.

## Życiorys
Urodził się 12 marca 1907 roku we wsi Pałuczyna w powiecie mogileńskim, jako drugie z czworga dzieci rolnika Władysława i Salomei z Malińskich. W 1915 rodzice sprzedali gospodarstwo i przenieśli się do Gniezna. Rozpoczętą w 1913 naukę w szkole wiejskiej kontynuował w Gnieźnie, gdzie w 1926 roku ukończył Państwowe Gimnazjum Gnieźnieńskie (późniejsze I Liceum Ogólnokształcące im. Bolesława Chrobrego), zdając egzamin dojrzałości.
W tym samym roku zaczął studia na Wydziale Matematyczno-Przyrodniczym Uniwersytetu Poznańskiego (przekształconym później w Uniwersytet im Adama Mickiewicza w Poznaniu). Ukończył je w roku 1930 i uzyskał tytuł magistra filozofii w zakresie matematyki. Jego praca magisterska nosiła tytuł Równania różniczkowe Picarda, w szczególności całkowanie równania Lame'go.
Pracę w zawodzie nauczycielskim rozpoczął w roku szkolnym 1930/31 w Gimnazjum Państwowym w Nakle (obecnie Liceum Ogólnokształcące im. Bolesława Krzywoustego w Nakle nad Notecią), a po roku wrócił do Gniezna i w r.szk. 1931/32 uczył tam w swej macierzystej szkole, która w międzyczasie zmieniła nazwę na Państwowe Gimnazjum Męskie im. Bolesława Chrobrego. W roku 1932, wskutek reformy szkolnictwa i likwidacji dwóch pierwszych klas ośmioletniego gimnazjum, został z powodu braku etatu z pracy zwolniony. Przez rok pozostawał bez stałego zajęcia.
W tym czasie dyrektor Gimnazjum Polskiego Macierzy Szkolnej w Wolnym Mieście Gdańsku zwrócił się do Uniwersytetu Poznańskiego z prośbą o wskazanie kandydata na nauczyciela matematyki – władze uniwersyteckie poleciły na to stanowisko Józefa Wełniaka. Jako nauczyciel matematyki rozpoczął pracę w Gimnazjum Polskim z dniem 20 października 1933 r., a w roku 1935 objął dodatkowo opiekę nad zajęciami z modelarstwa lotniczego, w ramach Ligi Obrony Powietrznej i Przeciwgazowej.
W ramach działalności społecznej w Związku Polaków w Wolnym Mieście Gdańsku prowadził na kursach repolonizacyjnych naukę języka polskiego. W maju 1939 r. został członkiem Tajnej Organizacji do Walki Zbrojnej z Niemcami na terenie Wolnego Miasta, a w czerwcu zlecono mu zorganizowanie w Gimnazjum grupy młodzieży w ramach tej organizacji. Zobowiązany do zgłoszenia się w Gdańsku w dniu rozpoczęcia wojny pozostał w mieście, a wobec trudności w nawiązaniu kontaktu z ośrodkiem dyspozycyjnym akcji zbrojnej zabezpieczył broń i amunicję, a młodzież doprowadził do granicy polsko-gdańskiej, sam zostając na terenie Gdańska. Podczas ponad miesiąca pobytu mieszkał w dzielnicy Wrzeszcz u nauczycielki byłego już Gimnazjum Polskiego, Heleny Rakowskiej, chroniąc się przed aresztowaniem. Nauczyciele Gimnazjum Polskiego byli przez Niemców przeznaczeni na zagładę i od pierwszego dnia wojny poszukiwani i aresztowani. Wielu zginęło w Stutthofie (obecnie Sztutowo) i Piaśnicy. W dniu 7 października 1939 Józef Wełniak przekroczył granicę i przez Gdynię udał się do domu rodzinnego w Gnieźnie.
Od października 1939 r. mieszkał niezameldowany u rodziców, od września 1940 r. pracował w powiecie gnieźnieńskim jako doradca hodowlany. W lipcu 1942 r. gestapo, podczas likwidacji tajnej organizacji na terenie Gniezna, wpadło na jego trop i był zmuszony uchodzić z miasta. Schronił się w Częstochowie, gdzie pod nazwiskiem Józef Kwaśnicki pracował do końca wojny w Spółdzielni Rolniczo-Handlowej, jako pomocnik magazyniera.
Po wyzwoleniu wrócił 8 kwietnia 1945 r., wraz z ekipą toruńską, do Gdańska i zajął się, z polecenia pełnomocnika Ministerstwa Oświaty, zabezpieczeniem mienia szkolnego. Był jednym z organizatorów pierwszych w powojennym Gdańsku szkół średnich – liceów ogólnokształcących nr I i II. Od połowy kwietnia 1945 r. do końca sierpnia 1947 r. pracował w I Liceum Ogólnokształcącym (obecnie I Liceum Ogólnokształcące im. Mikołaja Kopernika w Gdańsku), jednocześnie od grudnia 1946 r. kierował Ogniskiem Metodycznym Matematyki przy gdańskim Kuratorium.
We wrześniu 1947 r. podjął pracę w Państwowym Liceum Budownictwa Okrętowego „Conradinum” w Gdańsku, na stanowisku inspektora nauk. W styczniu 1949 r. otrzymał nominację na wicedyrektora, a w październiku na dyrektora Conradinum. We wrześniu 1951 r. odszedł na własną prośbę, nie mogąc się pogodzić z coraz większą ingerencją czynników politycznych w życie szkoły i podjął pracę wykładowcy matematyki w Uniwersyteckim Studium Przygotowawczym, przygotowującym opóźnioną w nauce młodzież do studiów wyższych.
W roku 1952, po likwidacji Studium, rozpoczął pracę jako wykładowca w Państwowej Wyższej Szkole Pedagogicznej w Gdańsku, pełniąc jednocześnie funkcję kierownika Zakładu Matematyki, a potem kierownika Katedry Geometrii. W Wyższej Szkole Pedagogicznej w Gdańsku pracował nieprzerwanie przez 17 lat. W tym czasie pełnił szereg odpowiedzialnych funkcji na stanowisku zastępcy profesora, a później starszego wykładowcy. Był jednym z organizatorów Studium dla Pracujących i długoletnim kierownikiem tego Studium, najpierw na Wydziale, a potem – Uczelni.
Piastował wiele funkcji – brał udział w komisjach uczelnianych, był członkiem Senatu i Rady Wydziału, był także aktywnym członkiem Komisji Rzeczoznawców Programów Studiów dla Pracujących. Wysokie walory dydaktyczne i organizacyjne a także życzliwy stosunek do młodzieży sprawiały, że cieszył się powszechnym szacunkiem i uznaniem.
Zmarł dnia 15 kwietnia 1969 roku w wieku 62 lat i został pochowany na gdańskim Cmentarzu Srebrzysko (rejon IX, kwatera profesorów-3-9).

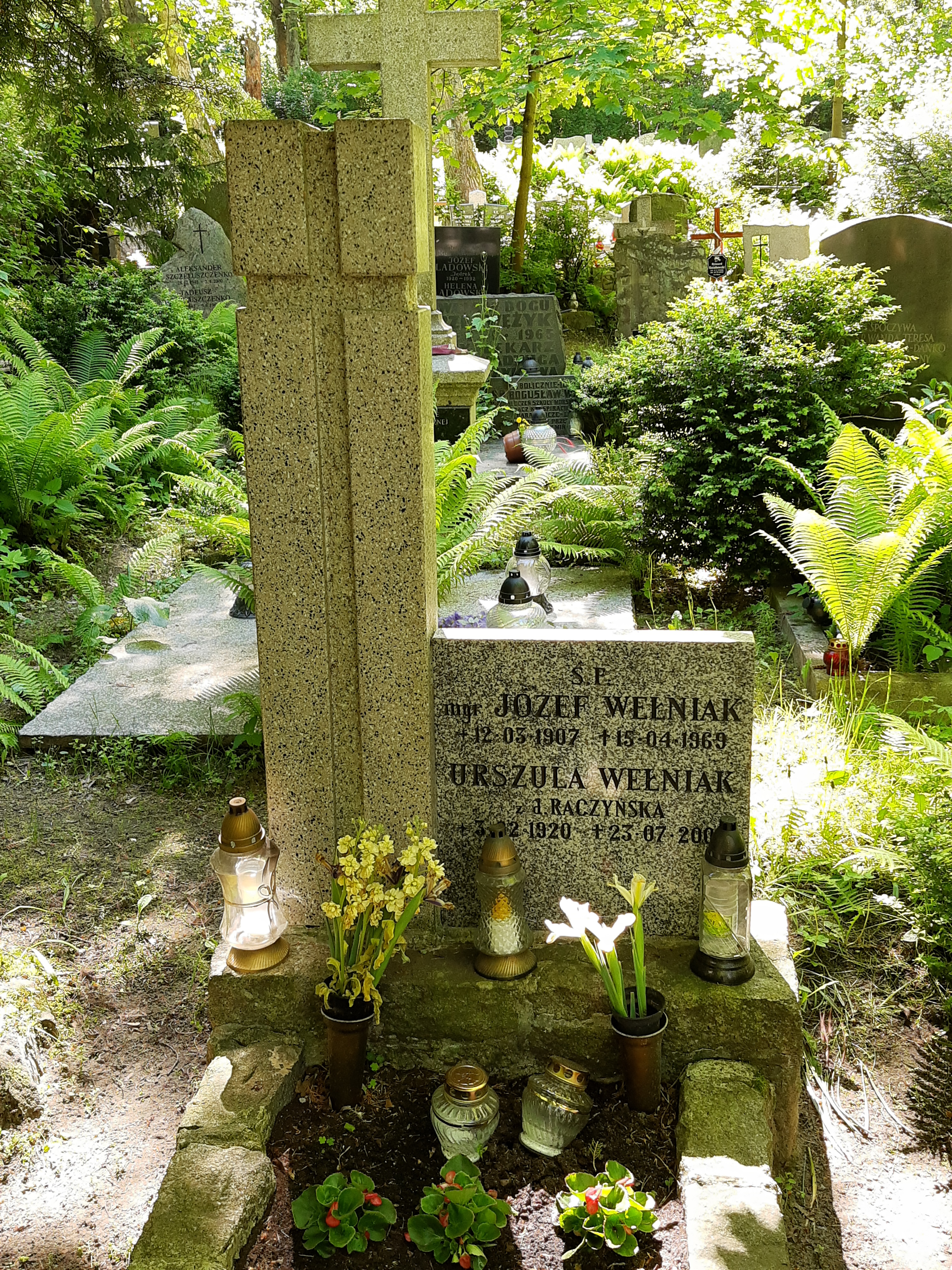
Grób Józefa Wełniaka na cmentarzu Srebrzysko w Gdańsku

## Publikacje
- Geometria analityczna, Gdańsk 1960, Wydawnictwo Naukowo-Dydaktyczne W.S.P.

## Odznaczenia
- Złota Odznaka ZNP
- Złoty Krzyż Zasługi
- Krzyż Kawalerski Orderu Odrodzenia Polski
- Odznaka Honorowa „Za Zasługi dla Gdańska”
- Odznaka honorowa „Zasłużonym Ziemi Gdańskiej”
- pośmiertnie (1994) Medal 200-lecia „Conradinum”

## Życie prywatne
W maju 1945 r. Józef Wełniak poślubił w Częstochowie Urszulę Raczyńską. Po ślubie małżeństwo zamieszkało w Gdańsku. Początkowo w dzielnicy Wrzeszcz, przy ulicy Sienkiewicza, od wiosny 1951 roku na Głównym Mieście, przy ulicy Długiej. Mieli dwie córki – Ewę (1946) i Katarzynę (1949).
Po zawierusze wojennej rodzeństwo małżeństwa Wełniaków rozpierzchło się po kraju, ich miejsce na długie lata zajęło grono przyjaciół z okresu Gimnazjum Polskiego i pierwszych powojennych lat w Gdańsku. Częste spotkania towarzyskie i długie, interesujące rozmowy tworzyły atmosferę tego domu. Ojciec rodziny był domatorem, wolne od pracy chwile poświęcał czytaniu książek i spacerom, w ostatnich latach życia z ukochanym psem rasy collie.